# قلعه سرکار
قلعه سرکار مربوط به دوره متاخر اسلامی دوره افشار است و در شهرستان عشق‌آباد، روستای یوسف آباد واقع شده و این اثر در تاریخ ۲۲ آبان ۱۳۸۶ با شمارهٔ ثبت ۱۹۹۱۸ به‌عنوان یکی از آثار ملی ایران به ثبت رسیده است.